# Kiamokama
Kiamokama är en ort i distriktet Kisii i provinsen Nyanza i sydvästra Kenya.
Maratonlöparna Margaret Okayo och Philes Ongori kommer från Kiamokama.